# 유럽메기

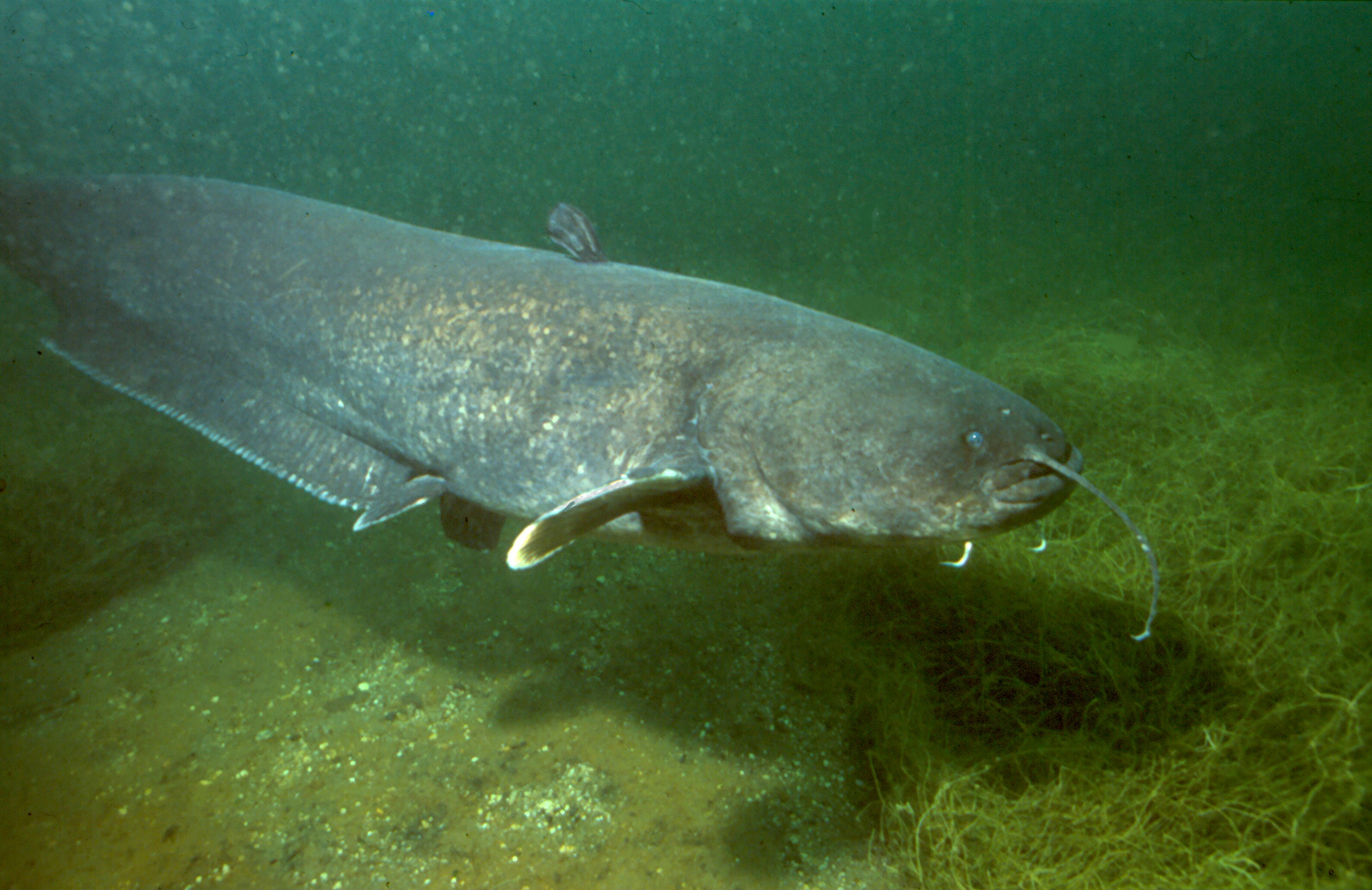
유럽메기

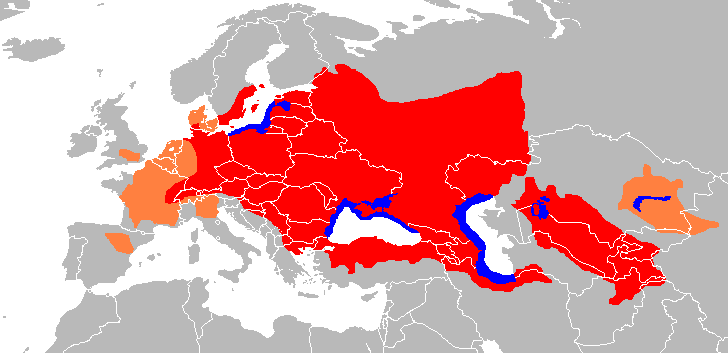
빨간색: 발생 지역. 파란색: 해안 지역에서 발생. 오렌지색: 도입된 지역.

유럽메기(독일어: europäischer Wels 오이로페이셔 벨스[*])는 대형 메기목의 하나로, 유럽 중부, 서부, 동부의 발트해, 흑해, 카스피해 유역에 널리 자생한다. 서부 유럽에 도입되었으며 지금은 영국에서부터 동쪽으로는 카자흐스탄, 남쪽으로는 그리스, 터키에서 볼 수 있다. 크고 평평한 머리에 넓은 입이 특징인 민물고기이다.

## 참고 문헌
- “Silurus glanis”. 《멸종 위기 종의 IUCN 적색 목록. 2006판》 (영어). 국제자연보전연맹(IUCN). 1996. 2006년 5월 9일에 확인함.
- “Silurus glanis”. 미국 통합 분류학 정보 시스템(Integrated Taxonomic Information System, ITIS).